# DS-39中型機槍
DS-39（俄語：Дегтярёва Станковый образца 1939 года，意為：捷格加廖夫1939年型中型機槍）是一款由苏联槍械設計師瓦西里·捷格加廖夫所研製、圖拉兵工廠所生產的中型機槍，並且在第二次世界大战期間使用，發射7.62×54毫米俄罗斯口徑步枪子彈。

## 歷史
1920年代後期，蘇聯當局提出了對沙皇時期的馬克沁M1910重機槍進行現代化改造或將其取代的首要指令。马克沁机枪有著需要以水冷卻槍管，因而過重的缺失。1930年，捷格加廖夫根據研發DP-28的經驗，開始從事新型機槍的設計工作，新槍被命名為DS-39，並於1939年9月獲蘇聯紅軍所採用。從1939—1941年間，蘇聯一共生產了約10,000挺DS-39機槍，這些武器被苏联红军在冬季战争當中使用。但在實戰中，蘇軍官兵發現該武器的彈鏈供彈結構經常會卡殼，不單操作過於複雜，而且頻頻發生故障。
1941年6月，在德國入侵後，蘇聯當局考慮到機槍的質量更而勒令停產DS-39。工廠轉回生產更為可靠的舊式馬克沁M1910。捷格加廖夫曾試圖改進DS-39的設計以重新批量生產，但都以失敗告終。結果，該槍被SG-43所取代。即使如此，DS-39要直到1950年才全數從蘇軍中退役。
在1941年，芬蘭繳獲了約200挺DS-39，並發配給芬蘭國防軍使用。這些武器經過修改，以適配馬克沁M/32-33重機槍所用的200發金屬彈鏈以增加可靠性。芬蘭陸軍的戰鬥部隊一直裝備DS-39到1944年才將剩餘的145挺封存起來。這些武器於最終於1986年正式退役並且報廢。
DS-39亦曾被波蘭軍隊小規模地使用，儘管它從未被列為制式武器。

## 設計細節
DS-39是一款運用氣動及閉鎖式槍機工作原理、裝有氣冷式槍管與頂部機匣蓋的機槍。槍管上具有明顯的徑向散熱片，其直徑朝槍口逐漸變小（從55毫米減小至35毫米）。拉機柄位於機匣右側，高壓燃氣通過位於機匣左側、槍管下方的導氣管推動槍栓；導氣管當中還內藏復進彈簧。導氣活塞牢固地連接到蓋子上。導氣活塞固定到閉鎖件上方。可折疊式手柄可用以快速更換槍管。三腳架可以通過幾個簡單的步驟轉換為防空模式；為此，只要調整導氣調節器的第二閉合彈簧，即可將射速從較低的600發／分鐘提高至1,200發／分鐘。該機槍後部裝有類似於馬克沁機槍的握把，並配備一個輕型三腳架，部分DS-39還配備了槍盾以保護射手；槍盾上僅有兩個開口，分別讓槍管通過和讓使用者以機械瞄具瞄準的固定開口，以及使用光學瞄準鏡時才打開的鋼製活門開口。

## 使用國
- 芬兰：從苏联繳獲。
- 德意志國：入侵蘇聯時繳獲，並且命名為MG 218（r） 。
- 波蘭
- 苏联：原產國。

## 資料來源
1. ↑  . Modern Firearms. 2010-10-27  [2018-06-21]. （原始内容存档于2018-07-16） （英国英语）.
2. ↑  Bogusław Perzyk. Pistolet maszynowy czy karabin? - z historii uzbrojenia strzeleckiego ludowego Wojska Polskiego w latach 1945-1956. „Poligon”. 3(38)/2013, s. 70
3. ↑  .   [2019-04-08]. （原始内容存档于2019-04-08）.

## 外部連結
- （英文）—DS-39 in Finnish service（页面存档备份，存于）